# Stanisław Cieśla
Stanisław Cieśla (ur. 8 stycznia 1945 w Dębinie, zm. 1 czerwca 2023) – polski prawnik, polityk i działacz katolicki, poseł na Sejm X kadencji (1989–1991) i senator IV kadencji (1997–2001).

## Życiorys
W 1975 ukończył studia prawnicze na Uniwersytecie Łódzkim. W 1967 rozpoczął pracę w Prezydium Powiatowej Rady Narodowej w Sieradzu. Od 1971 pracował jako kurator sądowy w tamtejszym sądzie rejonowym.
W 1980 został członkiem NSZZ „Solidarność”. Organizował struktury związku w województwie sieradzkim, pełnił funkcję doradcy prawnego Zarządu Regionu Ziemia Sieradzka. W 1983 był inicjatorem powstania Klubu Inteligencji Katolickiej w Sieradzu. Był członkiem włocławskiej komisji diecezjalnej II Polskiego Synodu Plenarnego, współorganizował tygodnie kultury chrześcijańskiej w Sieradzu, inicjował odczyty i dyskusje o tematyce religijnej i społecznej. Członek Klubu Inteligencji Katolickiej, Polskiej Federacji Ruchów Obrony Życia, Akcji Katolickiej Diecezji Włocławskiej i Stowarzyszenia „Civitas Christiana”.
W 1989 wybrany na posła na Sejm kontraktowy z okręgu sieradzkiego. Kandydował z poparciem Komitetu Obywatelskiego, otrzymując 112 672 głosów, tj. 71,86% oddanych głosów ważnych. Należał do Komisji Odpowiedzialności Konstytucyjnej, Komisji Sprawiedliwości i Komisji Nadzwyczajnej do rozpatrzenia projektu ustawy o ochronie prawnej dziecka poczętego.
Wykładał później katolicką naukę społeczną i prawo w sieradzkiej filii Uniwersytetu Ludowego im. ks. Wacława Blizińskiego we Włocławku. Zasiadał też we władzach Polskiego Komitetu Pomocy Społecznej. W 1994 był założycielem Forum Chrześcijańskiej Myśli Społecznej w Sieradzu.
W 1997 uzyskał mandat senatora IV kadencji z ramienia Akcji Wyborczej Solidarność w województwie sieradzkim. Działał w Stronnictwie Konserwatywno-Ludowym. W 2001 bez powodzenia ubiegał się o reelekcję z ramienia Bloku Senat 2001 z rekomendacji Prawa i Sprawiedliwości. Później wycofał się z działalności politycznej.
Pochowany na cmentarzu parafialnym w Sieradzu.